# Bárbara Virgínia
Maria de Lourdes Dias Costa (Lisboa, 15 de novembro de 1923 — São Paulo, 8 de março de 2015), mais conhecida pelo nome artístico de Bárbara Virgínia, foi uma cineasta, atriz, locutora de rádio e declamadora portuguesa.
Tornou-se a primeira realizadora do cinema português com o filme Três Dias sem Deus no ano de 1945.
Em 1946, Três Dias sem Deus, realizado por ela, representou Portugal no Festival de Cannes, a par de Camões, de Leitão de Barros.
Bárbara Virgínia faleceu em 2015, aos 92 anos, e está sepultada no Cemitério do Morumbi no Brasil.

## Reconhecimento
Em 2015 a Academia Portuguesa de Cinema criou o Prémio Barbara Virgínia que homenageia mulheres que contribuíram para o cinema português, nomeadamente Solveig Nordlund, Teresa Ferreira, Júlia Buisel, Leonor Silveira, Laura Soveral. 
Em 2017, o documentário Quem É Bárbara Virgínia?, de Luísa Sequeira, foi exibido no DocLisboa. Teve a sua estreia internacional na Mostra Internacional de Cinema  São Paulo Venceu o prémio “Melhor documentário Universidade de Coimbra” no Festival Caminhos do Cinema Português. o filme também foi exibido no Festival Internacional de Cinema de Roterdão. 
“Ela queria fazer mais filmes, era uma artista multifacetada e com um talento enorme. Uma mulher muito determinada e com muita personalidade, isto num país que vivia uma ditadura onde nem todas mulheres podiam votar, num país que não permitia à mulher viajar para o estrangeiro sem autorização do marido”, declarou Sequeira sobre a cineasta pioneira. 

## Filmografia
| Ano  | Filme              | Notas                                             |
| ---- | ------------------ | ------------------------------------------------- |
| 1945 | Três Dias sem Deus | Cineasta e atriz (a interpretar o papel de Lídia) |
| 1945 | Sonho de Amor      | Como atriz (a interpretar o papel de Alda)        |
| 1945 | Neve em Lisboa     | Como narradora                                    |
| 1947 | Aqui, Portugal     | Como atriz                                        |